# Mentzelia sericea
Mentzelia sericea är en brännreveväxtart som beskrevs av Weigend. Mentzelia sericea ingår i släktet Mentzelia och familjen brännreveväxter. Inga underarter finns listade i Catalogue of Life.